# 洛雷托 (肯塔基州)
洛雷托（英語：Loretto），是美国肯塔基州的一座城市。面积约为8.3平方公里（3.2平方英里）。根据2010年美国人口普查，该市的人口为713人。